# Biltine
 Ikke at forveksle med Biltine (departement).
Biltine er en by i Tchad og er hovedbyen i regionen Wadi Fira. Byen har en befolkning på 8.100 indbyggere (1993).